# Izon
Izon – miejscowość i gmina we Francji, w regionie Nowa Akwitania, w departamencie Żyronda.
Według danych na rok 1990 gminę zamieszkiwało 3361 osób, a gęstość zaludnienia wynosiła 216 osób/km² (wśród 2290 gmin Akwitanii Izon plasuje się na 129. miejscu pod względem liczby ludności, natomiast pod względem powierzchni na miejscu 727.).